# KFJB 33–50, 151–154
| KFJB 33–50, 151–154 / kkStB 26 / ČSD 233.1 | KFJB 33–50, 151–154 / kkStB 26 / ČSD 233.1         | KFJB 33–50, 151–154 / kkStB 26 / ČSD 233.1         |
| ------------------------------------------ | -------------------------------------------------- | -------------------------------------------------- |
| KFJB Nr. 154 später kkStB 24.22            |                                                    |                                                    |
| Technische Daten                           |                                                    |                                                    |
| Nummerierung:                              | KFJB 33–50, 151–154 kkStB 26.01–22 ČSD 233.101–105 | KFJB 33–50, 151–154 kkStB 26.01–22 ČSD 233.101–105 |
| Anzahl:                                    | KFJB: 22 kkStB: 22 (von KFJB) ČSD: 5 (von kkStB)   | KFJB: 22 kkStB: 22 (von KFJB) ČSD: 5 (von kkStB)   |
| Hersteller:                                | Georg Sigl/Wien, Floridsdorf                       | Georg Sigl/Wien, Floridsdorf                       |
| Baujahr(e):                                | 1873                                               | 1873                                               |
| Ausmusterung:                              | bis 1928                                           | bis 1928                                           |
| Bauart:                                    | 1B n2                                              | 1B n2                                              |
| Zylinderdurchmesser:                       | 408 mm                                             | 408 mm                                             |
| Kolbenhub:                                 | 632 mm                                             | 632 mm                                             |
| Treibraddurchmesser:                       | 1.574 mm                                           | 1.574 mm                                           |
| Laufraddurchmesser:                        | 1.175–1.180 mm                                     | 1.175–1.180 mm                                     |
| Fester Radstand:                           | 3.398 mm                                           | 3.398 mm                                           |
| Gesamtradstand:                            | 3.398 mm                                           | 3.398 mm                                           |
| Gesamtradstand mit Tender:                 | 10.373 mm                                          | 10.373 mm                                          |
| Rohrheizfläche:                            | 103,0 m²                                           | 110,5 m²                                           |
| Anzahl der Heizrohre:                      | 156                                                | 167                                                |
| Strahlungsheizfläche:                      | 8,0 m²                                             | 7,9 m²                                             |
| Rostfläche:                                | 1,78 m²                                            | 1,63 m²                                            |
| Kesselüberdruck:                           | 9 atm                                              | 10 atm                                             |
| Leermasse:                                 | 32,5 t                                             | 32,5 t                                             |
| Reibungsmasse:                             | 26,0 t                                             | 26,0 t                                             |
| Dienstmasse:                               | 36,7 t                                             | 36,7 t                                             |
| Tenderbaureihe:                            | 13, 34, 35, 40                                     | 13, 34, 35, 40                                     |
| Höchstgeschwindigkeit:                     | 60 km/h                                            | 60 km/h                                            |

Die Dampflokomotiven KFJB 33–50, 151–154 bildeten eine Schnellzug-Lokomotivreihe der Kaiser-Franz-Josephs-Bahn (KFJB).
Die Lokomotiven dieser Reihe wurden von Sigl in Wien und von der Lokomotivfabrik Floridsdorf 1873 an die KFJB geliefert.
Die KFJB gab ihnen die Bahnnummern 33–50 sowie 151–154.
Nach der Verstaatlichung der KFJB 1884 ordneten die k.k. österreichischen Staatsbahnen (kkStB) die Reihe als 26.01–22 ein.
Die Maschinen wurden zwischen 1890 und 1895 neu bekesselt. Die Tabelle zeigt die Dimensionen nach der Neubekesselung. Die neuen Kessel unterschieden sich untereinander in Details.
Im Ersten Weltkrieg half eine Maschine bei der Wiener Stadtbahn aus, nach dem Krieg kamen nur mehr fünf Exemplare, die 26.06, 10, 16, 19 und 20, als Reihe 233.1 zu den tschechischen Staatsbahnen (ČSD), die sie bis 1928 ausmusterten.